# レオ・バレ
レオ・バレ（フランス語: Léo Barré、2002年8月20日 - ）は、フランス選手権トップ14のスタッド・フランセ・パリに所属している、フランスのラグビーユニオン選手である。

## 経歴
6歳からヴェルサイユでラグビーを始める。12歳のときにマシーに移った。
2021年2月13日、スタッド・フランセ・パリとして、フランス選手権トップ14に控えから初出場した。
2021年6月から7月にかけて、U20フランス代表として、U20シックス・ネーションズ・チャンピオンシップで4試合に先発12番で出場した。
2022年11月19日、フランス・バーバリアンズとして先発10番で出場し、フィジー代表と対戦した。
2024年3月10日、2024年シックス・ネーションズに、フランス代表として先発15番で初出場した。